# 红腹拟鹩哥
红腹拟鹩哥（学名：Hypopyrrhus pyrohypogaster），是雀形目拟鹂科的一种鸟类，属于单型的红腹拟鹩哥属（学名：Hypopyrrhus）。
红腹拟鹩哥体重约101克，翼长约13.98厘米，喙宽度约8.4毫米，喙厚度约11.7毫米，嘴峰长约31.7毫米，跗蹠长约34毫米，尾长约13.87厘米。
红腹拟鹩哥是留鸟，栖息在森林，它们是植食性动物。它们分布在哥伦比亚的安第斯山脉山区。